# 巴陵壩
巴陵壩，是臺灣一座大型攔沙壩，原址位於桃園市復興區巴陵（時為桃園縣復興鄉），石門水庫上游35.5公里處，約為榮華壩上游11公里處。主要功能是為了減少其下游石門水庫的淤砂量，然而在2007年韋帕颱風帶來的豪雨沖刷之下潰壩，功能完全喪失。

## 沿革
1963年葛樂禮颱風為北台灣帶來超大豪雨，造成石門水庫集水區內大量沖蝕與崩塌，一年內即為興建中石門水庫帶來1,947萬立方公尺的淤積，超過原本預估淤積量。由於大漢溪的上游河床上尚積存的砂石將有可能隨洪流沖下，讓水庫淤積問題更加嚴重，因此當年台灣省政府石門水庫管理局作成石門水庫集水區分期治理的長期計畫，其中之一即為1977年興建38公尺高「巴陵防砂壩」工程。由於興建巴陵壩是為了減少石門水庫的淤砂量，因此位於大漢溪上游的巴陵壩的任務即是承受大量淤積，2007年時巴陵壩已幾乎淤滿。

## 潰壩
2007年9月18日，韋帕颱風為大漢溪流域帶來豐沛降雨，其中在巴陵壩的大漢溪上游之集水區，包括桃園縣復興鄉及新竹縣尖石鄉等地的累積雨量達444毫米，導致巴陵壩右壩座基礎沖刷淘空塌陷，造成右壩體突然崩毀沖毀約60公尺，壩址上方約3公里範圍、長年承受淤積量達1,047萬立方公尺的泥砂也順勢沖到下游榮華壩。